# Elber Evora
Elber Evora (Rotterdam, 2 december 1999) is een Kaapverdisch-Nederlands voetballer die als doelman speelt.

## Carrière
Elber Evora speelde in de jeugd van de amateurtak van Feyenoord, waarna hij in 2010 de overstap naar de proftak maakte. In het seizoen 2018/19 zat hij eenmaal op de bank bij het eerste elftal van Feyenoord, en speelde hij zijn wedstrijden voor Jong Feyenoord. In het seizoen 2019/20 zat hij vaker bij de selectie, maar tot een debuut voor Feyenoord kwam het nooit. In 2020 vertrok hij transfervrij naar AZ, waar hij bij Jong AZ aansloot. Hier debuteerde hij in de Eerste divisie op 14 september 2020, in de met 1-2 gewonnen uitwedstrijd tegen Jong FC Utrecht. Hij speelde in totaal vier wedstrijden voor Jong AZ. Ook zat hij enkele wedstrijden op de bank bij het eerste elftal van AZ. Nadat zijn contract in 2021 niet verlengd werd, vertrok hij transfervrij naar het Cypriotische AEL Limasol. Hier was hij een jaar lang reservekeeper en speelde zodoende niet. Nadat zijn contract in 2022 afliep, kwam hij zonder club te zitten.

### Statistieken
| Seizoen                        | Club           | Land           | Competitie     | Competitie | Competitie | Beker | Beker | Overig | Overig | Totaal | Totaal |
| Seizoen                        | Club           | Land           | Competitie     | Wed.       | Dlp.       | Wed.  | Dlp.  | Wed.   | Dlp.   | Wed.   | Dlp.   |
| ------------------------------ | -------------- | -------------- | -------------- | ---------- | ---------- | ----- | ----- | ------ | ------ | ------ | ------ |
| 2018/19                        | Feyenoord      | Nederland      | Eredivisie     | 0          | 0          | 0     | 0     | 0      | 0      | 0      | 0      |
| 2019/20                        | Feyenoord      | Nederland      | Eredivisie     | 0          | 0          | 0     | 0     | 0      | 0      | 0      | 0      |
| 2020/21                        | Jong AZ        | Nederland      | Eerste divisie | 4          | 0          | –     | –     | –      | –      | 4      | 0      |
| 2020/21                        | AZ             | Nederland      | Eredivisie     | 0          | 0          | 0     | 0     | 0      | 0      | 0      | 0      |
| 2021/22                        | AEL Limasol    | Cyprus         | A Divizion     | 0          | 0          | 0     | 0     | 0      | 0      | 0      | 0      |
| Carrièretotaal                 | Carrièretotaal | Carrièretotaal | Carrièretotaal | 4          | 0          | 0     | 0     | 0      | 0      | 4      | 0      |
| Bijgewerkt op 18 februari 2024 |                |                |                |            |            |       |       |        |        |        |        |